# Дом архитектора Ф. О. Ливчака
Дом архитектора Ф. О. Ливчака — особняк архитектора Фёдора Осиповича Ливчака. Построен в 1913—1914 гг.. С 1973 года — объект культурного наследия регионального значения. Расположен в Ульяновске на ул. Архитектора Ливчака, дом 4. В доме размещается музей «Дом-ателье архитектора Ф. О. Ливчака», филиал ГИМЗ «Родина В. И. Ленина».

## История

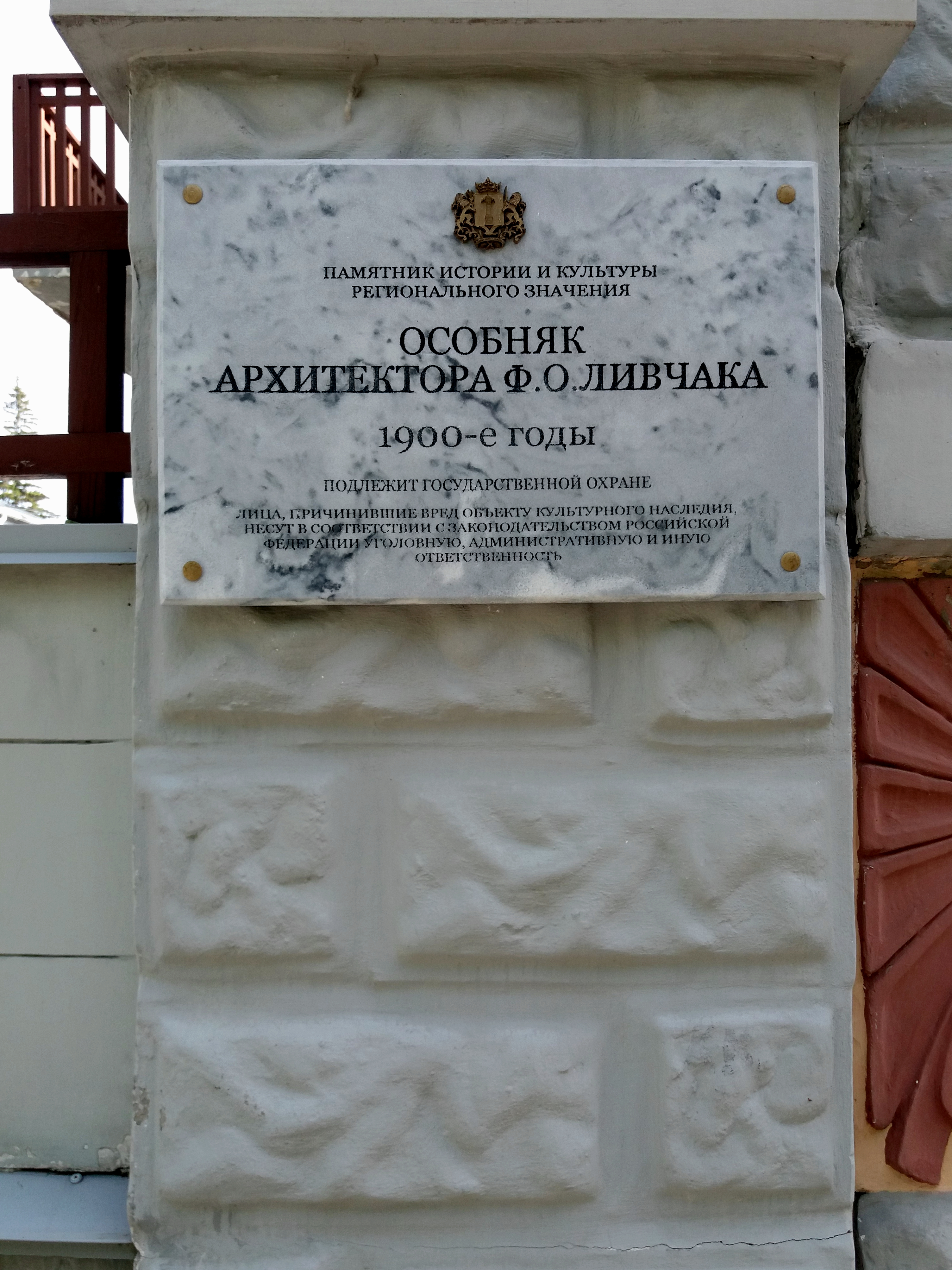
Мемориальная доска Ф. О. Ливчаку на доме архитектора.

Летом 1911 года семья Ливчаков купила дом у наследников Л. Л. Прушакевича. В 1913—1914 гг. Ф. О. Ливчак основательно перестроил дом. Его называют домом-ателье, потому что кроме жилых и подсобных помещений здесь размещалась мастерская архитектора. Дом один из лучших образцов наследия Ливчака и сооружений в Симбирске-Ульяновске в стиле модерн. Особняк, после уезда в сентябре 1918 года семьи Ливчака из Симбирска в Омск, был занят начальником штаба 5-й армии Восточного фронта РККА. В 1920-х годах в нём разместились коммунальные квартиры. Потом он был детскими яслями и снова жилым домом. С 1961 года особняк занимала детская туберкулезная больница. В 1985 году здание было передано Ульяновскому отделению Всероссийского театрального общества, и после реставрации в нём разместился «Дом актёра». В 2014 году, после капитальной реставрации, длившаяся около четырёх лет, в особняке открылся музей «Усадьба архитектора Ф. О. Ливчака. Дом-ателье», включающий экспозиции «Мастерская Ф. О. Ливчака» и «Театральная жизнь Симбирска», филиал Родина В. И. Ленина (музей-заповедник).

### Охранный статус
Решением Исполнительного комитета Ульяновского областного Совета депутатов трудящихся от 06.12.1973 г. № 834 «О дополнительном списке памятников истории и культуры г. Ульяновска и области, подлежащих государственной охране», Особняк архитектора Ф. О. Ливчака, 1900-е годы, получил статус объект культурного наследия города Ульяновска регионального значения.

## Галерея

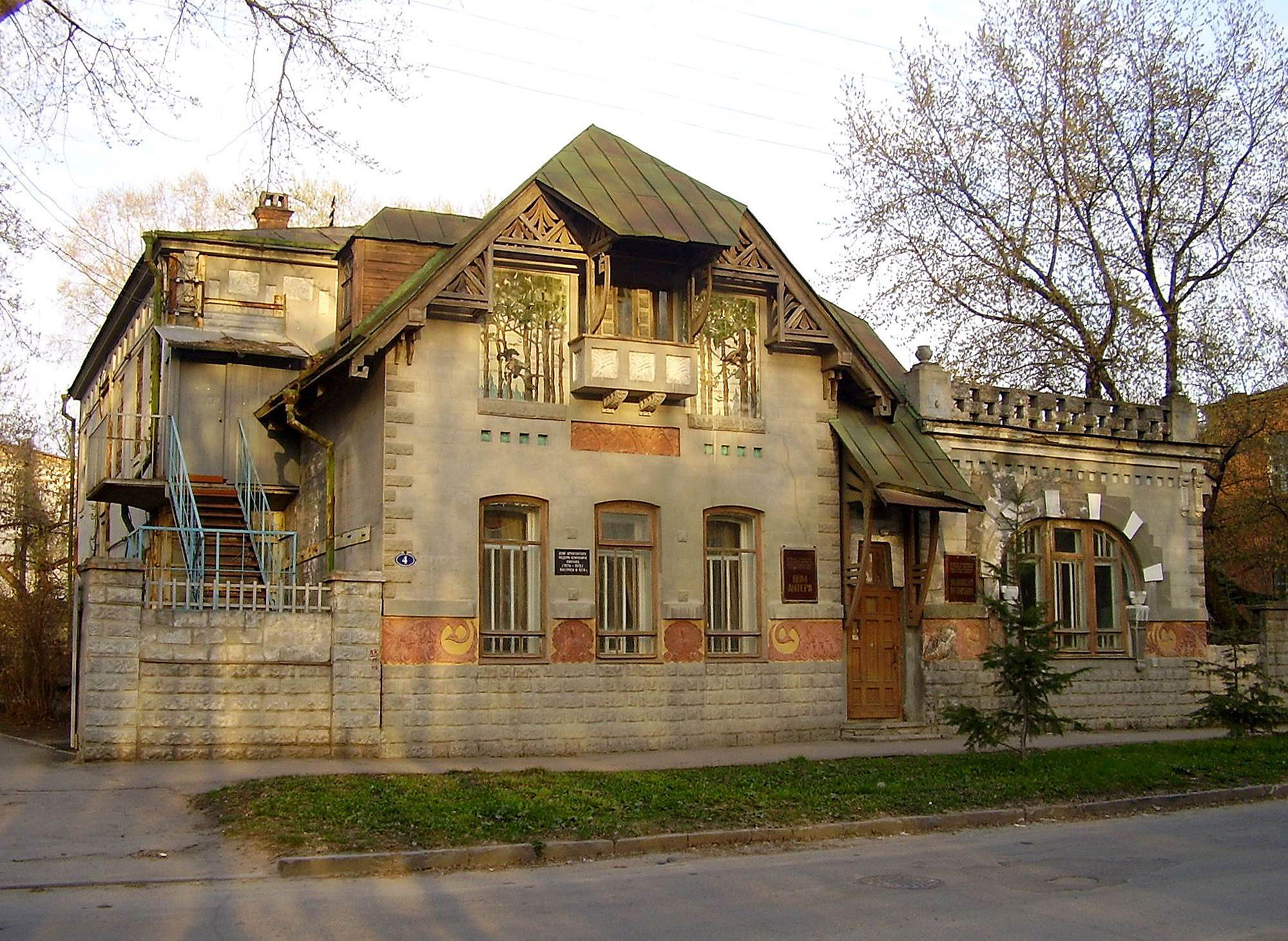
Усадьба архитектора Ливчака (2012, до реставрации)
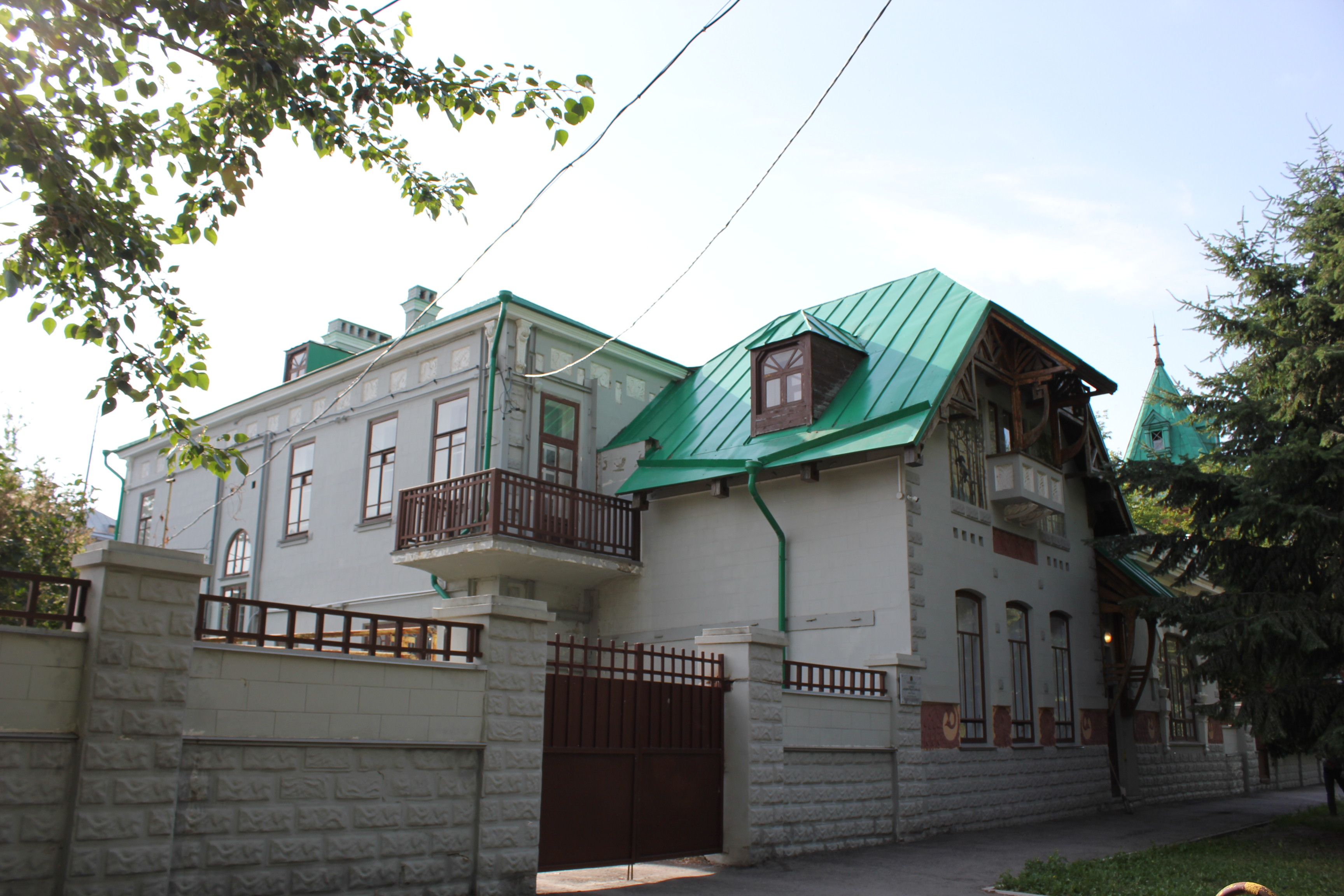
Усадьба архитектора Ф. О. Ливчака (2023, после реставрации).
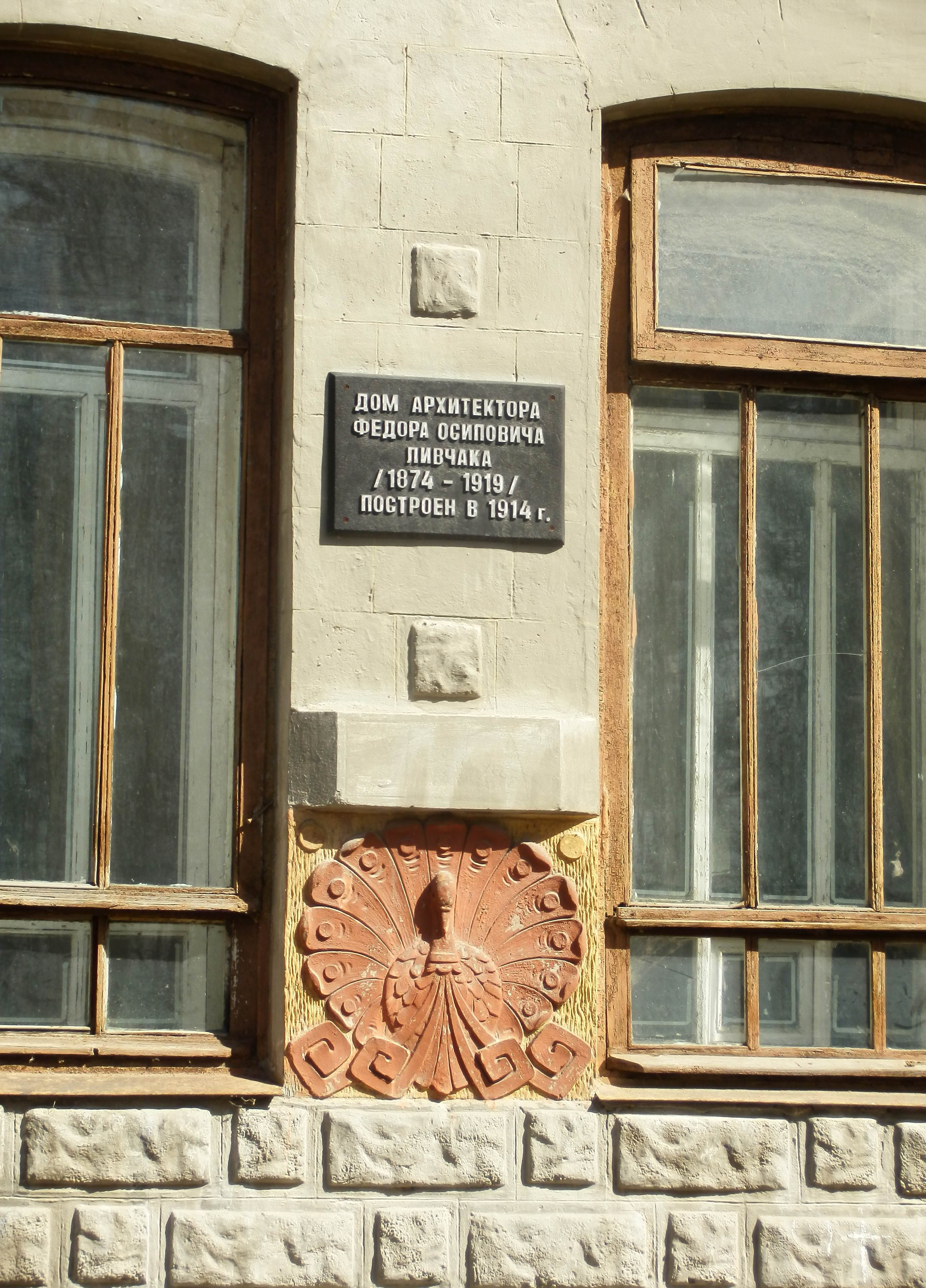
Усадьба архитектора Ливчака.
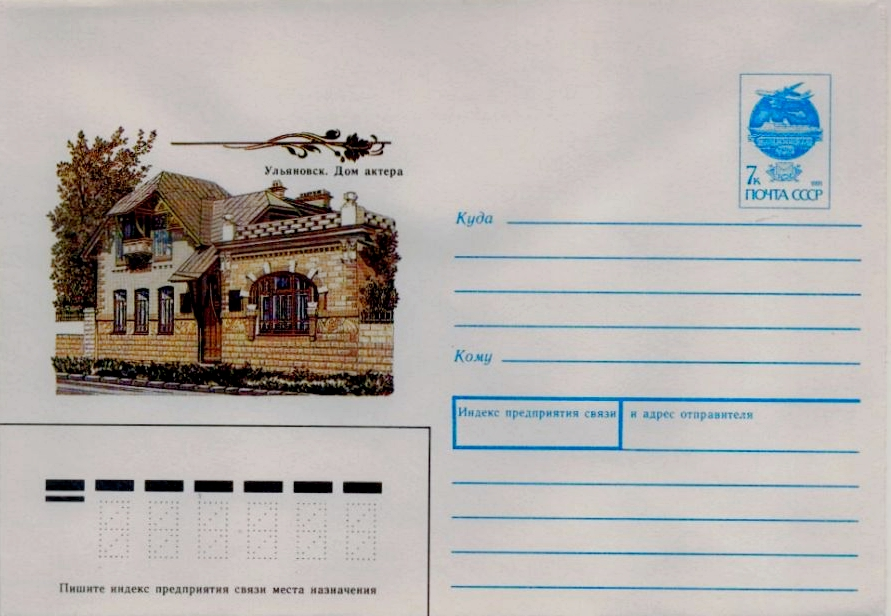
ХМК СССР, 1991. Ульяновск. Дом актёра.